# Discografie van Tom Petty and the Heartbreakers
Deze pagina bevat de discografie van Tom Petty and the Heartbreakers. De lijsten van albums en singles bevatten tevens de eventuele hitnoteringen en certificeringen van meerdere landen.

## Albums

### Studioalbums
| Album                                | Verschijnen     | Label        | Hitlijsten | Hitlijsten | Hitlijsten | Hitlijsten | Hitlijsten | Hitlijsten | Hitlijsten | Hitlijsten | Hitlijsten | Hitlijsten | Opmerkingen                                                       |
| Album                                | Verschijnen     | Label        | BE (VL)    | BE (VL)    | NL         | NL         | GB         | US         | DE         | AT         | SE         | CH         | Opmerkingen                                                       |
| Album                                | Verschijnen     | Label        | Piek       | Weken      | Piek       | Weken      | Piek       | Piek       | Piek       | Piek       | Piek       | Piek       | Opmerkingen                                                       |
| ------------------------------------ | --------------- | ------------ | ---------- | ---------- | ---------- | ---------- | ---------- | ---------- | ---------- | ---------- | ---------- | ---------- | ----------------------------------------------------------------- |
| Tom Petty and the Heartbreakers      | 9 november 1976 | Shelter      | -          | -          | -          | -          | 24         | 55         | -          | -          | -          | -          | RIAA: goud                                                        |
| You're Gonna Get It!                 | 2 mei 1978      | Shelter      | -          | -          | -          | -          | 34         | 23         | -          | -          | -          | -          | RIAA: goud                                                        |
| Damn the Torpedoes                   | 19 oktober 1979 | Backstreet   | -          | -          | 32         | 7          | 57         | 2          | -          | -          | -          | -          | RIAA: 3x platina MC: 2x platina                                   |
| Hard Promises                        | 5 mei 1981      | Backstreet   | -          | -          | -          | -          | 32         | 5          | -          | -          | 22         | -          | RIAA: platina MC: platina                                         |
| Long After Dark                      | 2 november 1982 | Backstreet   | -          | -          | -          | -          | 45         | 9          | 50         | -          | 20         | 86         | RIAA: goud MC: goud                                               |
| Southern Accents                     | 26 maart 1985   | MCA          | -          | -          | -          | -          | 23         | 7          | -          | -          | 10         | -          | RIAA: platina MC: goud                                            |
| Let Me Up (I've Had Enough)          | 21 april 1987   | MCA          | -          | -          | -          | -          | 59         | 20         | -          | -          | 15         | -          | RIAA: goud MC: platina                                            |
| Into the Great Wide Open             | 2 juli 1991     | MCA          | -          | -          | 29         | 14         | 3          | 13         | 8          | 7          | 2          | 12         | RIAA: 2x platina BPI: goud GLF: platina IFPI: goud MC: 2x platina |
| Songs and Music from "She's the One" | 6 augustus 1996 | Warner Bros. | -          | -          | -          | -          | 37         | 15         | 20         | 27         | 5          | 27         | Soundtrack, heruitgegeven in 2021 als Angel Dream RIAA: goud      |
| Echo                                 | 13 april 1999   | Warner Bros. | -          | -          | -          | -          | 43         | 10         | 5          | 27         | 5          | 39         | RIAA: goud MC: goud                                               |
| The Last DJ                          | 8 oktober 2002  | Warner Bros. | -          | -          | -          | -          | 179        | 9          | 15         | 54         | 21         | 44         |                                                                   |
| Mojo                                 | 15 juni 2010    | Reprise      | 59         | 3          | 60         | 2          | 38         | 2          | 12         | 42         | 3          | 27         |                                                                   |
| Hypnotic Eye                         | 28 juli 2014    | Reprise      | 23         | 9          | 22         | 2          | 7          | 1          | 5          | 18         | 6          | 14         |                                                                   |

### Verzamelalbums
| Album                         | Verschijnen       | Label    | Hitlijsten | Hitlijsten | Hitlijsten | Hitlijsten | Hitlijsten | Hitlijsten | Hitlijsten | Hitlijsten | Hitlijsten | Hitlijsten | Opmerkingen                                                                         |
| Album                         | Verschijnen       | Label    | BE (VL)    | BE (VL)    | NL         | NL         | GB         | US         | DE         | AT         | SE         | CH         | Opmerkingen                                                                         |
| Album                         | Verschijnen       | Label    | Piek       | Weken      | Piek       | Weken      | Piek       | Piek       | Piek       | Piek       | Piek       | Piek       | Opmerkingen                                                                         |
| ----------------------------- | ----------------- | -------- | ---------- | ---------- | ---------- | ---------- | ---------- | ---------- | ---------- | ---------- | ---------- | ---------- | ----------------------------------------------------------------------------------- |
| Greatest Hits                 | 16 november 1993  | MCA      | -          | -          | 18         | 2          | 10         | 5          | 18         | 22         | 9          | 23         | Heruitgegeven in 2008 RIAA:12x platina BPI: platina BVMI: goud GLF: goud IFPI: goud |
| Anthology - Through the Years | 31 oktober 2000   | MCA      | -          | -          | -          | -          | 14         | 32         | 96         | -          | -          | -          | RIAA: goud BPI: goud                                                                |
| An American Treasure          | 28 september 2018 | Reprise  | 50         | 7          | 89         | 1          | 38         | 9          | 9          | 46         | 38         | 37         |                                                                                     |
| The Best of Everything        | 1 maart 2019      | Meerdere | 55         | 4          | 118        | 1          | 24         | 60         | 42         | -          | -          | -          | BPI: zilver                                                                         |

### Livealbums
| Album                         | Verschijnen       | Label        | Hitlijsten | Hitlijsten | Hitlijsten | Hitlijsten | Hitlijsten | Hitlijsten | Hitlijsten | Hitlijsten | Hitlijsten | Hitlijsten | Opmerkingen                   |
| Album                         | Verschijnen       | Label        | BE (VL)    | BE (VL)    | NL         | NL         | GB         | US         | DE         | AT         | SE         | CH         | Opmerkingen                   |
| Album                         | Verschijnen       | Label        | Piek       | Weken      | Piek       | Weken      | Piek       | Piek       | Piek       | Piek       | Piek       | Piek       | Opmerkingen                   |
| ----------------------------- | ----------------- | ------------ | ---------- | ---------- | ---------- | ---------- | ---------- | ---------- | ---------- | ---------- | ---------- | ---------- | ----------------------------- |
| Offiical Live 'Leg            | april 1977        | Shelter      | -          | -          | -          | -          | -          | -          | -          | -          | -          | -          |                               |
| Pack Up the Plantation: Live! | 25 november 1985  | MCA          | -          | -          | -          | -          | -          | 22         | -          | -          | 26         | -          |                               |
| The Live Anthology            | 23 september 2009 | Reprise      | -          | -          | -          | -          | -          | 51         | -          | -          | -          | -          |                               |
| Mojo Tour 2010                | 14 december 2010  | eigen beheer | -          | -          | -          | -          | -          | -          | -          | -          | -          | -          |                               |
| Kiss My Amps                  | 25 november 2011  | Reprise      | -          | -          | -          | -          | -          | -          | -          | -          | -          | -          |                               |
| Kiss My Amps, Vol. 2          | 16 april 2016     | eigen beheer | -          | -          | -          | -          | -          | -          | -          | -          | -          | -          | Uitgave voor Record Store Day |
| Live at the Fillmore 1997     | 25 november 2022  | Warner Bros. | 81         | 2          | -          | -          | 74         | 35         | 9          | 44         | -          | 17         |                               |

## Singles
| Lied                                           | Verschijnen       | Album                                | Hitlijsten | Hitlijsten | Hitlijsten  | Hitlijsten  | Hitlijsten | Hitlijsten | Hitlijsten | Hitlijsten | Hitlijsten | Hitlijsten | Opmerkingen         |
| Lied                                           | Verschijnen       | Album                                | BE (VL)    | BE (VL)    | NL (Top 40) | NL (Top 40) | GB         | US         | DE         | AT         | SE         | CH         | Opmerkingen         |
| Lied                                           | Verschijnen       | Album                                | Piek       | Weken      | Piek        | Weken       | Piek       | Piek       | Piek       | Piek       | Piek       | Piek       | Opmerkingen         |
| ---------------------------------------------- | ----------------- | ------------------------------------ | ---------- | ---------- | ----------- | ----------- | ---------- | ---------- | ---------- | ---------- | ---------- | ---------- | ------------------- |
| "Breakdown"                                    | november 1976     | Tom Petty and the Heartbreakers      | -          | -          | -           | -           | -          | -          | -          | -          | -          | -          |                     |
| "American Girl"                                | februari 1977     | Tom Petty and the Heartbreakers      | -          | -          | -           | -           | 40         | -          | -          | -          | -          | -          |                     |
| "Breakdown" (heruitgave)                       | februari 1977     | Tom Petty and the Heartbreakers      | -          | -          | -           | -           | -          | 40         | -          | -          | -          | -          |                     |
| "Anything That's Rock 'n' Roll"                | april 1977        | Tom Petty and the Heartbreakers      | -          | -          | -           | -           | 36         | -          | -          | -          | -          | -          |                     |
| "Rockin' Around (With You)"                    | augustus 1977     | Tom Petty and the Heartbreakers      | -          | -          | -           | -           | -          | -          | -          | -          | -          | -          | alleen in Duitsland |
| "I Need to Know"                               | juni 1978         | You're Gonna Get It!                 | -          | -          | -           | -           | -          | 41         | -          | -          | -          | -          |                     |
| "Listen to Her Heart"                          | augustus 1978     | You're Gonna Get It!                 | -          | -          | -           | -           | -          | 59         | -          | -          | -          | -          |                     |
| "Don't Do Me Like That"                        | november 1979     | Damn the Torpedoes                   | -          | -          | -           | -           | -          | 10         | -          | -          | -          | -          |                     |
| "Refugee"                                      | januari 1980      | Damn the Torpedoes                   | 23         | 3          | 21          | 7           | -          | 15         | -          | -          | -          | -          |                     |
| "Here Comes My Girl"                           | 7 april 1980      | Damn the Torpedoes                   | -          | -          | -           | -           | -          | 59         | -          | -          | -          | -          |                     |
| "Even the Losers"                              | juli 1980         | Damn the Torpedoes                   | -          | -          | -           | -           | -          | -          | -          | -          | -          | -          |                     |
| "The Waiting"                                  | 20 april 1981     | Hard Promises                        | -          | -          | -           | -           | -          | 19         | -          | -          | -          | -          |                     |
| "A Woman in Love (It's Not Me)"                | 29 juni 1981      | Hard Promises                        | -          | -          | -           | -           | -          | 79         | -          | -          | -          | -          |                     |
| "You Got Lucky"                                | 22 oktober 1982   | Long After Dark                      | -          | -          | -           | -           | -          | 20         | -          | -          | -          | -          |                     |
| "Straight into Darkness"                       | december 1982     | Long After Dark                      | -          | -          | -           | -           | -          | -          | -          | -          | -          | -          |                     |
| "Change of Heart"                              | februari 1983     | Long After Dark                      | -          | -          | -           | -           | -          | 21         | -          | -          | -          | -          |                     |
| "Don't Come Around Here No More"               | 28 februari 1985  | Southern Accents                     | -          | -          | -           | -           | 50         | 13         | -          | -          | -          | -          |                     |
| "Rebels"                                       | 25 maart 1985     | Southern Accents                     | -          | -          | -           | -           | -          | 74         | -          | -          | -          | -          |                     |
| "Make It Better (Forget About Me)"             | 3 juni 1985       | Southern Accents                     | -          | -          | -           | -           | 141        | 54         | -          | -          | -          | -          |                     |
| "So You Want to Be a Rock 'n' Roll Star"       | 1985              | Pack Up the Plantation: Live!        | -          | -          | -           | -           | -          | -          | -          | -          | -          | -          |                     |
| "Needles and Pins"                             | 30 december 1985  | Pack Up the Plantation: Live!        | -          | -          | -           | -           | -          | 37         | -          | -          | -          | -          |                     |
| "Refugee" (live)                               | 1986              | Pack Up the Plantation: Live!        | -          | -          | -           | -           | -          | -          | -          | -          | -          | -          |                     |
| "Jammin' Me"                                   | 6 april 1987      | Let Me Up                            | -          | -          | -           | -           | -          | 18         | -          | -          | -          | -          |                     |
| "Runaway Trains"                               | 1987              | Let Me Up                            | -          | -          | -           | -           | -          | -          | -          | -          | -          | -          |                     |
| "All Mixed Up"                                 | 1987              | Let Me Up                            | -          | -          | -           | -           | -          | -          | -          | -          | -          | -          |                     |
| "Think About Me"                               | 1987              | Let Me Up                            | -          | -          | -           | -           | -          | -          | -          | -          | -          | -          |                     |
| "Learning to Fly"                              | 17 juni 1991      | Into the Great Wide Open             | -          | -          | -           | -           | 46         | 28         | 31         | -          | 35         | 75         | BPI: zilver         |
| "Into the Great Wide Open"                     | 9 september 1991  | Into the Great Wide Open             | 48         | 3          | -           | -           | 79         | 92         | 54         | -          | -          | -          |                     |
| "Out in the Cold"                              | 1991              | Into the Great Wide Open             | -          | -          | -           | -           | -          | -          | -          | -          | -          | -          |                     |
| "Makin' Some Noise"                            | 1991              | Into the Great Wide Open             | -          | -          | -           | -           | -          | -          | -          | -          | -          | -          |                     |
| "All or Nothin'"                               | 1991              | Into the Great Wide Open             | -          | -          | -           | -           | -          | -          | -          | -          | -          | -          |                     |
| "Too Good to Be True"                          | 23 maart 1992     | Into the Great Wide Open             | -          | -          | -           | -           | 34         | -          | -          | -          | -          | -          |                     |
| "Kings Highway"                                | 1992              | Into the Great Wide Open             | -          | -          | -           | -           | 76         | -          | -          | -          | -          | -          |                     |
| "Peace in L.A."                                | 1992              | -                                    | -          | -          | -           | -           | -          | -          | -          | -          | -          | -          |                     |
| "Mary Jane's Last Dance"                       | 16 november 1993  | Greatest Hits                        | -          | -          | 35          | 3           | 52         | 14         | 63         | -          | -          | -          |                     |
| "Something in the Air"                         | 18 oktober 1993   | Greatest Hits                        | -          | -          | -           | -           | 53         | -          | -          | -          | -          | -          |                     |
| "American Girl"                                | 1994              | Greatest Hits                        | -          | -          | -           | -           | -          | -          | -          | -          | -          | -          | BPI: zilver         |
| "Walls (Circus)"                               | 29 juli 1996      | Songs and Music from "She's the One" | -          | -          | -           | -           | -          | 69         | -          | -          | -          | -          |                     |
| "Climb That Hill"                              | 1996              | Songs and Music from "She's the One" | -          | -          | -           | -           | -          | -          | -          | -          | -          | -          |                     |
| "Changed the Locks"                            | 1996              | Songs and Music from "She's the One" | -          | -          | -           | -           | -          | -          | -          | -          | -          | -          |                     |
| "Free Girl Now"                                | 1999              | Echo                                 | -          | -          | -           | -           | -          | -          | -          | -          | -          | -          |                     |
| "Room at the Top"                              | 1999              | Echo                                 | -          | -          | -           | -           | -          | -          | -          | -          | -          | -          |                     |
| "Swingin'"                                     | 1999              | Echo                                 | -          | -          | -           | -           | -          | -          | -          | -          | -          | -          |                     |
| "This One's for Me"                            | 1999              | Echo                                 | -          | -          | -           | -           | -          | -          | -          | -          | -          | -          |                     |
| "Accused of Love"                              | 1999              | Echo                                 | -          | -          | -           | -           | -          | -          | -          | -          | -          | -          |                     |
| "The Last DJ"                                  | 23 september 2002 | The Last DJ                          | -          | -          | -           | -           | -          | -          | -          | -          | -          | -          |                     |
| "Have Love Will Travel"                        | 2002              | The Last DJ                          | -          | -          | -           | -           | -          | -          | -          | -          | -          | -          |                     |
| "You and Me"                                   | 2002              | The Last DJ                          | -          | -          | -           | -           | -          | -          | -          | -          | -          | -          |                     |
| "Good Enough"                                  | 2010              | Mojo                                 | -          | -          | -           | -           | -          | -          | -          | -          | -          | -          |                     |
| "I Should Have Known It"                       | 2010              | Mojo                                 | -          | -          | -           | -           | -          | -          | -          | -          | -          | -          |                     |
| "First Flash of Freedom"                       | 2010              | Mojo                                 | -          | -          | -           | -           | -          | -          | -          | -          | -          | -          |                     |
| "Don't Pull Me Over"                           | 2010              | Mojo                                 | -          | -          | -           | -           | -          | -          | -          | -          | -          | -          |                     |
| "American Dream Plan B"                        | 10 juni 2014      | Hypnotic Eye                         | -          | -          | -           | -           | -          | -          | -          | -          | -          | -          |                     |
| "Red River"                                    | 10 juni 2014      | Hypnotic Eye                         | -          | -          | -           | -           | -          | -          | -          | -          | -          | -          |                     |
| "U Get Me High"                                | 10 juni 2014      | Hypnotic Eye                         | -          | -          | -           | -           | -          | -          | -          | -          | -          | -          |                     |
| "Forgotten Man"                                | 24 juni 2014      | Hypnotic Eye                         | -          | -          | -           | -           | -          | -          | -          | -          | -          | -          |                     |
| "Fault Lines"                                  | 15 juli 2014      | Hypnotic Eye                         | -          | -          | -           | -           | -          | -          | -          | -          | -          | -          |                     |
| "Keep a Little Soul"                           | 11 juli 2018      | An American Treasure                 | -          | -          | -           | -           | -          | -          | -          | -          | -          | -          |                     |
| "You and Me"                                   | 23 augustus 2018  | An American Treasure                 | -          | -          | -           | -           | -          | -          | -          | -          | -          | -          |                     |
| "Gainesville"                                  | 20 september 2018 | An American Treasure                 | -          | -          | -           | -           | -          | -          | -          | -          | -          | -          |                     |
| "The Best of Everything" (alternatieve versie) | 5 oktober 2018    | The Best of Everything               | -          | -          | -           | -           | -          | -          | -          | -          | -          | -          |                     |
| "For Real"                                     | 15 februari 2019  | The Best of Everything               | -          | -          | -           | -           | -          | -          | -          | -          | -          | -          |                     |
| "Listen to Her Heart"                          | 21 september 2022 | Live at the Fillmore 1997            | -          | -          | -           | -           | -          | -          | -          | -          | -          | -          |                     |
| "I Won't Back Down"                            | 14 oktober 2022   | Live at the Fillmore 1997            | -          | -          | -           | -           | -          | -          | -          | -          | -          | -          |                     |
| "Call Me the Breeze"                           | 4 november 2022   | Live at the Fillmore 1997            | -          | -          | -           | -           | -          | -          | -          | -          | -          | -          |                     |
| "Help Me"                                      | 6 oktober 2023    | Mojo (heruitgave)                    | -          | -          | -           | -           | -          | -          | -          | -          | -          | -          |                     |

## NPO Radio 2 Top 2000
| Nummers met noteringen in de NPO Radio 2 Top 2000 | '06  | '07  | '08 | '09  | '10  | '11  | '12  | '13  | '14  | '15  | '16 | '17  | '18  | '19  | '20  | '21  | '22  | '23  | '24  |
| ------------------------------------------------- | ---- | ---- | --- | ---- | ---- | ---- | ---- | ---- | ---- | ---- | --- | ---- | ---- | ---- | ---- | ---- | ---- | ---- | ---- |
| Into the Great Wide Open (met Tom Petty)          | -    | -    | -   | -    | -    | -    | -    | -    | 1842 | -    | -   | 1562 | 1724 | -    | -    | -    | -    | -    | -    |
| Learning to Fly (met Tom Petty)                   | -    | -    | -   | -    | -    | -    | -    | -    | -    | -    | -   | 1278 | 1291 | 1378 | 1484 | 1459 | 1515 | 1608 | 1444 |
| Mary Jane's Last Dance (met Tom Petty)            | -    | -    | -   | -    | -    | -    | -    | -    | -    | -    | -   | 1158 | 1480 | 1575 | 1453 | 1574 | 1514 | 1570 | 1570 |
| Refugee (met Tom Petty)                           | 1736 | 1645 | -   | 1841 | 1728 | 1651 | 1478 | 1437 | 1618 | 1944 | -   | 1273 | 1821 | -    | -    | -    | -    | -    | -    |

1. ↑  Een '-' betekent dat het nummer niet was genoteerd en een vetgedrukt getal geeft de hoogste notering van een nummer aan.
2. ↑  2006 was het eerste jaar met een notering voor Tom Petty and the Heartbreakers.